# Schizodactylus inexpectatus
Schizodactylus inexpectatus, endemska vrsta kukca porodice Schizodactylidae koja živi na pješčanim dinama kod grada Güleka u južnoj Turskoj u zaštičenim zonama Çukurova Delta i Göksu Delta, a prvi ju je opisao austrijski zoolog Franz Werner, specijalizirani entomolog i herpetolog.
S. inexpectatus naraste do 41 milimetar dužine (1,6 inči), a ticala čak do 80 ili 90 mm. Posjeduje i kratka krila, ali su nesposobni da polete. Do orasle dobi prolazi devet nimfalnih fazi.